# チャド・プラト
チャド・プラト（Chad Plato、1998年4月21日 - ）は、キューダスに所属するラグビーユニオン選手。

## プロフィール
- ナミビア・スワコプムント出身[1]。
- ポジションはウィング(WTB)。
- 身長 178cm、体重 78kg
- ナミビア代表キャップは6（2025年2月現在）でラグビーワールドカップ2023のナミビア代表に選ばれた[2]。

## 略歴
ウェルウィッチアスを経て、2023年、キューダスに加入。